# NGC 424
NGC 424 ist eine Spiralgalaxie mit aktivem Galaxienkern vom Hubble-Typ Sbc im Sternbild Bildhauer am Südsternhimmel. Sie ist schätzungsweise 155 Millionen Lichtjahre von der Milchstraße entfernt und hat einen Durchmesser von etwa 105.000 Lichtjahren. 

Im selben Himmelsareal befindet sich u. a. die Galaxie NGC 438.
Das Objekt wurde am 30. November 1837 vom britischen Astronomen John Herschel entdeckt.